# Aeroportul Coll
Aeroportul Coll (IATA: COL, ICAO: EGEL) este un aeroport din Argyll and Bute, Scoția, Regatul Unit.
Situat la o altitudine de 6 m, aeroportul dispune de 1 pistă. Este operat de Argyll and Bute.

## Infrastructură

### Piste
Aeroportul dispune de o singură pistă. Pista 02/20 are suprafața de asfalt și dimensiunile 500 m × 18 m. 